# Hedda Martens
Hedda Martens, pseudoniem van Henriëtte Margaretha Plantenga (Kampen, 16 december 1947), is een Nederlandse schrijfster van verhalend proza. 

## Leven en werk
Zij studeerde Nederlandse taal- en letterkunde aan de Rijksuniversiteit Groningen en taalwetenschap en taalfilosofie aan de Universiteit van Amsterdam. Ze was literair vertaler, werkte mee aan een woordenboek en werd in 1982 archivaris en documentaliste bij de dierentuin Artis in Amsterdam.
Zij publiceerde haar eerste verhalen in 1977 in het literair tijdschrift De Revisor. Deze maakten in 1982 deel uit van haar eerste bundel Sjibbolet en andere verhalen. Met het Hebreeuwse woord sjibbolet wordt een herkenningswoord bedoeld, een soort wachtwoord om vrienden van vijanden te onderscheiden. Ook in de tweede verhalenbundel van Hedda Martens, Een naald op het water, is telkens een spanning merkbaar tussen een helder geordende binnenwereld en een ongeordende, vaak bedreigende buitenwereld.
Hedda Martens heeft een afkeer van publiciteit rond haar persoon. De foto op de achterkant van Sjibbolet en andere verhalen was lange tijd de enige die van haar bekend was. Die terughoudendheid gaf aanleiding tot twijfel of deze schrijfster eigenlijk wel bestond. Lange tijd ging het gerucht dat 'Hedda Martens' een tweede pseudoniem zou zijn van Tjit Reinsma, in 1976-1986 Revisorredacteur en bekend onder de schrijversnaam Nicolaas Matsier. Stilistische en inhoudelijke overeenkomsten tussen beide auteurs werden aangewezen door onder anderen de criticus Arnold Heumakers. Ook met andere Revisorauteurs als Dirk Ayelt Kooiman, Doeschka Meijsing en Frans Kellendonk werd verwantschap vastgesteld, vooral door de nadruk op literaire vorm en constructie en de meerduidigheid in de interpretatie. Het misverstand over haar identiteit werd de wereld uit geholpen met een interview in de Volkskrant van 17 oktober 2008, opgetekend door Arjan Peters. Hierin sprak Hedda Martens zich voor het eerst uit. Bovendien stond zij toe dat er een recente foto bij geplaatst werd.
Het werk van Hedda Martens wordt uitgegeven door Querido. Haar ongebundelde essays zijn verschenen in De Gids, Tirade en Raster. In februari 2023 werd haar de J.M.A. Biesheuvelprijs toegekend voor haar verhalenbundel Bij wijze van leven.

## Citaten
- "Niemand kon ooit werkelijk voor of tegen me zijn, want er is nooit iemand geweest die zelfs maar in de buurt kwam van wat ik zelf zei, van de taal die ik zelf hanteerde" (Sjibbolet — Sjibbolet en andere verhalen).
- "Sommige dingen zijn zo groot dat je hoofd veel te klein is, andere dingen zijn zo klein, zo subtiel in hun redenen dat elke vraag die je stelt zichzelf overstemt" (Handleiding — Een naald op het water).
- "Komt er dan nooit een einde aan de dingen die kwijt zijn, stukgaan, in de weg staan; hoe doen anderen dat, de mensen bij wie alles vanzelf gaat" (Voorstelling — Bij wijze van leven).